# Autopista Nacional 1A (India)
La Autopista Nacional 1A (en inglés National Highway 1A o NH 1A), es una Autopista Nacional en la India que conecta el Valle de Cachemira con Jammu y el resto de la India. Empieza en Uri, en Jammu y Cachemira y termina en Jalandhar. Algunos tramos de la NH 1A van por terrenos extremadamente peligrosos, y los cortes de carretera son comunes en invierno debido a avalanchas o corrimientos de tierra. El famoso Túnel Jawahar que conecta Jammu con el Valle de Cachemira a través de la cordillera de Pir Panjal se encuentra en esta autopista. La distancia total de la NH 1A es de 663 km.
El proyecto Srinagar-Jammu que acortará la distancia entre las dos ciudades en 82 km y que reducirá el tiempo de viaje en dos tercios, está siendo estudiado.